# Karol Beck
Karol Beck (* 3. April 1982 in Zvolen) ist ein ehemaliger slowakischer Tennisspieler. Seine höchste Platzierung in der Weltrangliste erreichte er im Einzel am 22. August 2005 mit Rang 36, im Doppel am 17. Oktober 2005 mit Rang 62. 2006 wurde er wegen Dopings für zwei Jahre gesperrt.

## Karriere
Auf der Tour der Junioren schaffte Beck 2000 den Einzug ins Viertelfinale von Wimbledon. Im Doppel zog er zudem ins Halbfinale ein.
In der Saison 2001 wurde der Slowake Profi. In seiner ersten Saison spielte der Rechtshänder ausschließlich Turniere der Futures- und Challenger-Klasse, wobei er im August sein erstes Future-Turnier in Russland sowohl im Einzel als auch im Doppel gewann. Nebst diesem Erfolg erreichte er das Finale des Challenger-Turniers in Toljatti, in dem er gegen Alexander Peya aus Österreich das Nachsehen hatte. Auch hier gewann er mit Zelenay die Doppelkonkurrenz. Zudem standen die beiden Slowaken bei den Challenger-Turnieren Prague-2 und dem in Zabrze im Finale. Zusammen mit seinem Landsmann Branislav Sekáč gewann er zudem das Challenger-Turnier in Oberstaufen sowie das Future in Most. 2002 feierte Beck im Februar sein Davis-Cup-Debüt für sein Land gegen die USA. Dort verlor er beide Einzel gegen Pete Sampras und Andy Roddick und das Doppel. Sein Auftaktspiel gegen Sampras, das er in vier Sätzen verlor, bezeichnete er später als Highlight seiner Karriere. Auf der Tour feierte er seinen nächsten Future-Titel im Februar beim Greece F2 in Kalamata. Im Juni hatte der Slowake seinen ersten Auftritt bei einem Grand-Slam-Turnier bei Wimbledon als Qualifikant. Dort gewann er in der ersten Runde in fünf Sätzen gegen den Brasilianer Alexandre Simoni, bevor er in der zweiten Runde gegen den auf Position 15 gesetzten Rumänen Andrei Pavel scheiterte. Im weiteren Verlauf des Jahres gewann der das Challenger-Turnier in Bristol und erreichte die Finals in Manchester und Bratislava, wo er gegen Uladsimir Waltschkou bzw. gegen Antony Dupuis verlor. Außerdem erreichte er die Hauptrunde des ATP-Turniers in Stockholm, wo er in der ersten Runde scheiterte. Auch im Doppel erreichte Beck mit seinem Partner Jaroslav Levinský, mit dem er zuvor das Challenger-Turnier von Budapest gewonnen hatte, die Hauptrunde von Wimbledon, scheiterte dort allerdings schon in der ersten Runde. Mit Levinský gewann er außerdem Ende des Jahres das Prague-2-Future. Bei Challenger-Turnieren war er in Osaka mit dem Franzosen Cédric Kauffmann und in Manchester mit dem Pakistani Aisam-ul-Haq Qureshi erfolgreich. Außerdem erreichte er die Finals in Segovia und in Bronx mit Sander Groen bzw. Tomáš Zíb. Neben den Erfolgen beim USA F2 und beim Prague-2 gelang ihm auf Future-Ebene mit Michal Mertiňák zudem noch der Finaleinzug beim Greece F1 in Syros und der Sieg beim Greece F2 in Kalamata.
In der Saison 2003 schaffte es Beck nun regelmäßiger zu höherklassigen Turnieren und spielte nur noch selten bei den niederklassigen Challenger-Turnieren. Er erreichte in allen vier Grand-Slam-Turnieren die Hauptrunde, kam allerdings nie über die erste Runde hinaus. Seine größten Erfolge des Jahres waren das Erreichen des Achtelfinals beim Masters-Turnier in Montreal und der Einzug ins Viertelfinale beim Turnier in Kopenhagen. Dort erreichte er auch an der Seite von Karol Kučera das Halbfinale der Doppelkonkurrenz. Daneben gewann er noch Anfang des Jahres seinen zweiten Challenger-Titel in Heilbronn und feierte gegen Luxemburg seine ersten Siege im Davis Cup. Er beendete die Saison mit Rang 66 das erste Mal in den Top 100 der Weltrangliste. Auch 2004 verbesserte sich Beck stetig in der Weltrangliste und kletterte am Jahresende bis in die Top 50. Dies erreichte er unter anderem durch den Finaleinzug im Oktober beim Turnier in St. Petersburg, wo er allerdings gegen Michail Juschny verlor. Zudem konnte er bei den US Open das Achtelfinale erreichen, das bis dato sein bestes Abschneiden bei einem Grand-Slam-Turnier darstellt, und die Challenger-Turniere in Wrocław und Surbiton gewinnen. Auch in Wimbledon schnitt er durch den Einzug in die dritte Runde gut ab. Bei den Olympischen Spielen in Athen nahm er für sein Land sowohl im Einzel als auch im Doppel teil, verlor aber jeweils in der ersten Runde. Zusammen mit Jaroslav Levinský gewann er außerdem noch Challenger-Titel in Zagreb und Dnipro. 2005 erreichte Beck zu Beginn der Saison die dritte Runde im Einzel, sowie das Achtelfinale im Doppel der Australian Open und die Viertelfinals in Mailand und Marseille, doch stagnierte seine Form im weiteren Verlauf des Jahres. Erst im Sommer konnte er bei den Kanada Masters in Montreal mit dem erstmaligen Erreichen eines Viertelfinals bei einem Masters-Turnier wieder einen Erfolg verbuchen, im Zuge dessen er mit Position 36 seine bis heute höchste Position in der Weltrangliste erreichte. Außerdem gewann er im März das Sunrise-Challenger-Turnier in Florida. Besser verlief die Saison im David Cup für den Slowaken, wo er kein einziges Spiel im Doppel und nur eines im Einzel abgab und damit mitverantwortlich für den ersten Finaleinzug der Slowakei bei diesem Turnier war. Er nahm allerdings nicht am Finale teil, das die Slowakei gegen Kroatien verlor. Nachdem er seit November des vergangenen Jahres an keinem Turnier mehr teilgenommen hatte, verkündete die ITF, dass Beck im Halbfinale des Davis-Cups gegen Argentinien im September 2005 positiv auf Clenbuterol getestet wurde und sperrte ihn daraufhin für zwei Jahre rückwirkend ab November 2005. Im November 2007 lief die gegen Beck verhängte Dopingsperre ab und er feierte sein Comeback auf der ATP Tour mit frühen Niederlagen in drei Challenger-Turnieren. Am Ende des Jahres gewann er das Czech Republic F6 Future-Turnier und beendete das Jahr auf Platz 581 der Weltrangliste.
Auch in der Saison 2008 spielte Beck wieder ausschließlich bei Challenger-Turnieren. Er erreichte hierbei die Finals von Manchester und Helsinki. Obwohl er keine Qualifikation für höherklassige Turniere überstand, kletterte Beck im Laufe der Saison um über 400 Plätze in der Weltrangliste hinauf und beendete das Jahr schließlich auf dem 145. Rang. 2009 konnte sich Beck zum ersten Mal seit seiner Dopingsperre wieder für Hauptrunden besserer Turniere qualifizieren. So erreichte er in Wimbledon die zweite Runde und scheiterte bei den US Open in der ersten. Darüber hinaus gewann er seinen ersten Titel nach seiner Zwangspause beim Challenger-Turnier in Pozoblanco, außerdem erreichte er das Finale des Heilbronn-Challengers. Im Doppel verlief die Saison mit seinem Partner Levinský erfolgreicher. Die beiden holten die Titel der Challenger-Turniere in Heilbronn, Besançon, Bergamo, Rhodos und Pozoblanco. In der Weltrangliste war er Mitte des Jahres mit Position 74 wieder in den Top 100, fiel allerdings am Ende der Saison auf den 114. Rang zurück. Im Doppel steigerte er sich um über 500 Plätze und beendete das Jahr auf Position 111. Die Saison 2010 auf der Challenger Tour verlief sehr erfolgreich für Beck. Er gewann zunächst im Februar die Einzelturniere in Bergamo und Belgrad, ehe er seinen dritten Einzeltitel im Oktober in Taschkent gewann. Mit Lukáš Rosol gewann er zudem im September die Doppelkonkurrenz beim Sandplatzturnier in Trnava. Auch auf der World Tour gelangen Beck mehrere Finalteilnahmen, allerdings nur im Doppel. Im Februar erreichte er mit Harel Levy das Endspiel in Johannesburg, das die beiden mit 6:2, 3:6 und 5:10 gegen Rohan Bopanna und Aisam-ul-Haq Qureshi verloren. Beim Rasenturnier im Queen’s Club spielte er sich im Juni mit David Škoch ebenfalls ins Finale vor. In diesem hatte Beck mit seinem Doppelpartner im Match-Tie-Break erneut das Nachsehen. In der Begegnung gegen Novak Đoković und Jonathan Erlich setzten sich diese mit 6:7 (8:10), 6:2 und 10:3 durch. 2011 gelang Beck auf der Challenger Tour im Einzel und Doppel jeweils ein Titelgewinn. Im Juli siegte er in Granby an der Seite von Édouard Roger-Vasselin im Doppel, nur zwei Wochen später gewann er die Einzelkonkurrenz in Segovia. Dort besiegte er im Endspiel Grégoire Burquier in zwei Sätzen. In der Saison 2012 folgten auf der Challenger Tour Turniersiege in den Doppelkonkurrenzen in Istanbul (mit Lukáš Dlouhý) und St. Ulrich in Gröden (mit Rik De Voest). Im Einzel erreichte er in Nottingham nur ein Challenger-Finale, das er gegen Grega Žemlja in drei Sätzen verlor. In den beiden nachfolgenden Saisons sicherte sich Beck jeweils den Doppeltitel beim Turnier in Bergamo. 2013 gewann er das Turnier mit Andrej Martin, im Folgejahr verteidigte er diesen mit Michal Mertiňák. 2014 beendete er seine Karriere und wurde im Anschluss Tennistrainer.

## Erfolge
| Legende (Anzahl der Siege)  |
| Grand Slam                  |
| ATP World Tour Finals       |
| ATP World Tour Masters 1000 |
| ATP World Tour 500          |
| ATP World Tour 250          |
| ATP Challenger Tour (29)    |

### Einzel

#### Turniersiege
| Nr. | Datum            | Turnier    | Belag     | Finalgegner        | Resultat       |
| --- | ---------------- | ---------- | --------- | ------------------ | -------------- |
| 1.  | 8. Juli 2002     | Bristol    | Gras      | Alexander Peya     | 6:0, 6:3       |
| 2.  | 20. Januar 2003  | Heilbronn  | Teppich   | Jürgen Melzer      | 6:2, 5:7, 7:65 |
| 3.  | 2. Februar 2004  | Breslau    | Hartplatz | Jan Hernych        | 6:74, 6:2, 6:2 |
| 4.  | 31. Mai 2004     | Surbiton   | Gras      | Wesley Moodie      | 6:4, 6:4       |
| 5.  | 14. März 2005    | Sunrise    | Hartplatz | Davide Sanguinetti | 6:2, 6:2       |
| 6.  | 6. Juli 2009     | Pozoblanco | Hartplatz | Thiago Alves       | 6:4, 6:3       |
| 7.  | 8. Februar 2010  | Bergamo    | Hartplatz | Gilles Müller      | 6:4, 6:4       |
| 8.  | 15. Februar 2010 | Belgrad    | Hartplatz | Ilija Bozoljac     | 7:5, 7:64      |
| 9.  | 11. Oktober 2010 | Taschkent  | Hartplatz | Gilles Müller      | 6:74, 6:4, 7:5 |
| 10. | 1. August 2011   | Segovia    | Hartplatz | Grégoire Burquier  | 6:4, 7:64      |

#### Finalteilnahmen
| Nr. | Datum            | Turnier        | Belag       | Finalgegner     | Ergebnis |
| --- | ---------------- | -------------- | ----------- | --------------- | -------- |
| 1.  | 31. Oktober 2004 | St. Petersburg | Teppich (i) | Michail Juschny | 2:6, 2:6 |

### Doppel

#### Turniersiege
| Nr. | Datum              | Turnier              | Belag         | Partner                | Finalgegner                               | Resultat          |
| --- | ------------------ | -------------------- | ------------- | ---------------------- | ----------------------------------------- | ----------------- |
| 1.  | 9. Juli 2001       | Oberstaufen          | Sand          | Branislav Sekáč        | Thomas Strengberger Clemens Trimmel       | 6:3, 3:6, 6:2     |
| 2.  | 6. August 2001     | Toljatti             | Hartplatz     | Igor Zelenay           | Abdul Hamid Makhkamov Dmitriy Tomashevich | 7:5, 4:6, 6:3     |
| 3.  | 11. März 2002      | Osaka                | Hartplatz     | Cédric Kauffmann       | Laurence Tieleman John van Lottum         | 7:5, 6:1          |
| 4.  | 20. Mai 2002       | Budapest             | Sand          | Jaroslav Levinský      | Mariano Hood Sebastián Prieto             | 3:6, 6:4, 6:1     |
| 5.  | 15. Juli 2002      | Manchester           | Rasen         | Aisam-ul-Haq Qureshi   | John Hui Anthony Ross                     | 6:3, 7:62         |
| 6.  | 18. November 2002  | Prag                 | Teppich       | Jaroslav Levinský      | Aleksandar Kitinov Lovro Zovko            | 7:5, 6:2          |
| 7.  | 10. Mai 2004       | Zagreb               | Sand          | Jaroslav Levinský      | Jordan Kerr Tom Vanhoudt                  | 6:2, 7:64         |
| 8.  | 15. November 2004  | Dnipro               | Sand          | Jaroslav Levinský      | Andrei Pavel Gabriel Trifu                | 6:74, 7:64, 7:62  |
| 9.  | 26. Januar 2009    | Heilbronn            | Teppich       | Jaroslav Levinský      | Benedikt Dorsch Philipp Petzschner        | 6:3, 6:2          |
| 10. | 23. Februar 2009   | Besançon             | Hartplatz     | Jaroslav Levinský      | David Škoch Igor Zelenay                  | 2:6, 7:5, [10:7]  |
| 11. | 2. März 2009       | Bergamo              | Hartplatz     | Jaroslav Levinský      | Chris Haggard Pavel Vízner                | 7:66, 6:4         |
| 12. | 27. April 2009     | Rhodos               | Hartplatz     | Jaroslav Levinský      | Rajeev Ram Bobby Reynolds                 | 6:3, 6:3          |
| 13. | 6. Juli 2009       | Pozoblanco           | Hartplatz     | Jaroslav Levinský      | Colin Fleming Ken Skupski                 | 2:6, 7:65, [10:7] |
| 14. | 20. September 2010 | Trnava               | Sand          | Lukáš Rosol            | Alexander Peya Martin Slanar              | 4:6, 7:63, [10:8] |
| 15. | 17. Juli 2011      | Granby               | Hartplatz     | Édouard Roger-Vasselin | Matthias Bachinger Frank Moser            | 6:1, 6:3          |
| 16. | 16. September 2012 | Istanbul             | Hartplatz     | Lukáš Dlouhý           | Adrián Menéndez John Peers                | 3:6, 6:2, [10:6]  |
| 17. | 11. November 2012  | St. Ulrich in Gröden | Teppich (i)   | Rik De Voest           | Rameez Junaid Michael Kohlmann            | 6:3, 6:4          |
| 18. | 9. Februar 2013    | Bergamo (2)          | Hartplatz (i) | Andrej Martin          | Claudio Grassi Amir Weintraub             | 6:3, 3:6, [10:8]  |
| 19. | 15. Februar 2014   | Bergamo (3)          | Hartplatz (i) | Michal Mertiňák        | Konstantin Krawtschuk Denys Moltschanow   | 4:6, 7:5, [10:6]  |

#### Finalteilnahmen
| Nr. | Datum           | Turnier      | Belag     | Partner     | Finalgegner                        | Ergebnis          |
| --- | --------------- | ------------ | --------- | ----------- | ---------------------------------- | ----------------- |
| 1.  | 7. Februar 2010 | Johannesburg | Hartplatz | Harel Levy  | Rohan Bopanna Aisam-ul-Haq Qureshi | 6:2, 3:6, [5:10]  |
| 2.  | 13. Juni 2010   | Queen’s Club | Rasen     | David Škoch | Novak Đoković Jonathan Erlich      | 7:68, 2:6, [3:10] |